# Independiente FBC
Independiente Foot-ball Club jest paragwajskim klubem piłkarskim z siedzibą w mieście Asunción w dzielnicy Campo Grande.

## Osiągnięcia
- Mistrz trzeciej ligi paragwajskiej (4): 1962, 1975, 1980, 2001

## Historia
Klub został założony 20 września 1925 i jest obecnie klubem pierwszoligowym. Do pierwszej ligi Independiente awansował jako wicemistrz drugiej ligi.
W klubie Independiente grali tacy piłkarze jak: Julián Coronel, Cristóbal Cubilla i Héctor Vidal Sosa.